# Braconella fuscipennis
Braconella fuscipennis är en stekelart som beskrevs av Szepligeti 1913. Braconella fuscipennis ingår i släktet Braconella och familjen bracksteklar. Inga underarter finns listade.